# منوث
شهر منوث (به انگلیسی: Maynooth) با جمعیت  ۱۱٫۴۷۶   نفر  در شهرستان کیلدر در کشور جمهوری ایرلند واقع شده‌است.